# Cymatocarpus
Cymatocarpus es un género de plantas fanerógamas de la familia Brassicaceae. Comprende 4 especies descritas y de estas, solo 3 aceptadas.

## Taxonomía
El género fue descrito por Otto Eugen Schulz y publicado en Pflanzenr. IV. 105(Heft 86): 300. 1924.

## Especies aceptadas
A continuación se brinda un listado de las especies del género Cymatocarpus aceptadas hasta julio de 2014, ordenadas alfabéticamente. Para cada una se indica el nombre binomial seguido del autor, abreviado según las convenciones y usos.	
- Cymatocarpus grossheimi N.Busch
- Cymatocarpus heterophyllus (Popov) N.Busch
- Cymatocarpus pilosissimus